# Pogona
Pogona (Ahl, 1926) è un genere di rettili della famiglia Agamidae, che comprende otto specie diffuse nelle zone desertiche dell'Australia.

## Descrizione
Sono facilmente riconoscibili per avere un'ampia testa triangolare, il corpo piatto. file e ammassi di spine sotto la gola, che riescono ad annerire o ingrandire per spaventare i nemici, queste spine presenti anche lungo i fianchi e dietro la testa sono in realtà intimidatorie, sono morbide e composte principalmente di grasso. 
Hanno la capacità di cambiare colore, quando si scontrano con dei rivali e per reagire ad alcuni stimoli ambientali come la variazione di temperatura, per esempio possono diventare più scure per assorbire più calore. 
I maschi possono crescere fino a 60 cm e le femmine fino a 50 cm, la loro livrea è di colore dal rosso al bruno con macchie o striature più chiare o giallastre.

## Biologia

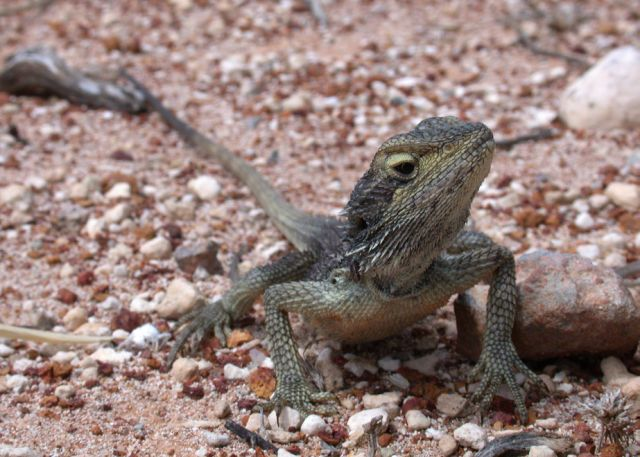
Pogona occidentale (Pogona minor)

### Comportamento
Le pogone adulte sono animali molto territoriali, man mano che crescono, si stabiliscono delle gerarchie sociali fondate sull'aggressività e sulla riappacificazione. Sebbene entrambi i sessi abbiano la “barba” i maschi la usano molto più sovente, specialmente durante i rituali di accoppiamento, mentre le femmine solo come segno di aggressione. Quando si sentono minacciati o sotto stress, gonfiano e anneriscono la barba al fine di sembrare più grandi, a volte possono anche aprire la bocca. 
Un comportamento diffuso in entrambi i sessi è l'headbobbing, che è un movimento rapido della testa, il maschio più velocemente della femmina, a volte annerendo e gonfiando la gola, per mostrare la loro supremazia. Risposta di sottomissione a l'headbobbing è l'arm-waving, che consiste in un movimento circolare di una zampa anteriore. 
L'arm-waving può essere anche un segno di riconoscimento tra la specie, e viene generalmente eseguito dai maschi e dalle femmine per evitare l'attacco di un grosso maschio. 
Durante l'accoppiamento si vedrà il maschio fare headbobbing e poi saltare sulla schiena della femmina, mordendola al collo (solitamente senza causare ferite, essendo la loro pelle molto dura). La femmina in calore farà arm-waving ed alzerà la coda. La femmina che non desidera accoppiarsi farà a sua volta headbobbing.

### Alimentazione
Mentre un esemplare giovane basa quasi l'80% della sua dieta sugli insetti, un adulto tenderà più a mangiare verdure a foglia verde, bacche e in alcuni casi anche piccoli vertebrati. 
Tra gli insetti mangiati dalle pogone si trovano: grilli, larve della mosca soldato nera, locuste, zophobas morio, tarme della cera, bachi da seta, cavallette, larve di sfinge del tabacco e alcune specie di scarafaggi. 
Le tarme della farina dovrebbero essere considerate come solo uno spuntino per le pogone, in quanto contengono molto grasso e questo può portare loro problemi di salute.

## Distribuzione e habitat
I draghi barbuti provengono da Australia centrale, dove vivono in boschi aridi e subtropicali, boscaglie, savane, aree costiere e nei grandi deserti interni. Il loro habitat si estende in tutto l'interno degli stati orientali. Passano la maggior parte del loro tempo in cespugli e alberi, o spesso a crogiolarsi sulle rocce. Di frequente, quando il clima è troppo caldo, si rifugiano sottoterra.

## Tassonomia
Si riconoscono otto specie:

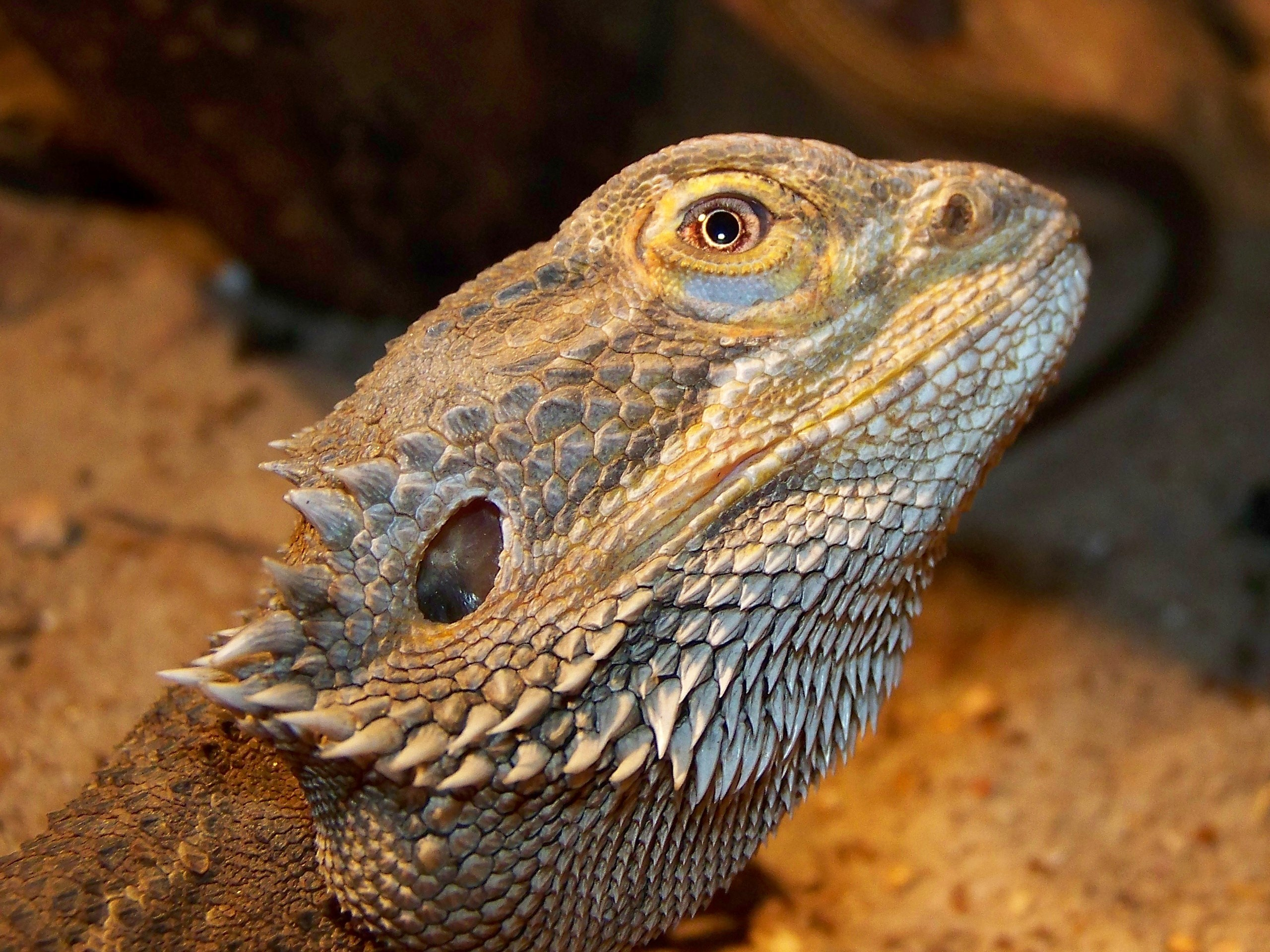
Drago barbuto (Pogona vitticeps)

- Pogona barbata (Cuvier, 1829) - Pgona orientale (Est Australia)
- Pogona henrylawsoni Wells & Wellington, 1985 - Pogona nana o pogona di Henry Lawson (Nordest Australia centrale)
- Pogona microlepidota (Glauert, 1952) - Pogona del Kimberley (Nordest Australia)
- Pogona minima (Loveridge, 1933) - Pogona minore (Arcipelago Houtman Abrolhos, Australia occidentale)
- Pogona minor (Sternfeld, 1919) - Pogona occidentale (Australia Ovest e centrale)
- Pogona mitchelli (Badham, 1976)
- Pogona nullarbor (Badham, 1976) - Pogona di Nullarbor (Sud dell'Australia centrale)
- Pogona vitticeps (Ahl, 1926) - Drago barbuto (Australia centrale fino a meridionale)